# Aedia pruna
Aedia pruna är en fjärilsart som beskrevs av Semper 1900. Aedia pruna ingår i släktet Aedia och familjen nattflyn. Inga underarter finns listade i Catalogue of Life.